# ثهلان
ثهلان جبل في عالية نجد وتحديدًا في بلدة الشعراء، طوله في الأرض مسيرة ليلتين أقصى ارتفاع له 1125 متر عن سطح البحر طوله 62 كيلو متر وعرضه 15 كيلو متر. يشتهر بكثرة الأودية والشعاب ويوجد به مياه كثيرة وأوشال تدوم عند الأمطار لفترات طويلة.

## سبب تسميته
قال صاحب لسان العرب: الثَّهَل: الانبساط على الأَرض وهذا السبب بتسميته بهذا الاسم لانبساطه الواسع على الأرض وبعض العامة حرفوا الاسم إلى ذهلان.

نقوش قديمه في هذا الجبل

## معارك حول جبل ثهلان

### وادي الكلاب
وقعت به معركتي وادي الكُلاب  الأول والثاني وبالتحديد في شعيب الشعراء الذي تغيرت تسميته من وادي الكلاب إلى هذا الاسم و الكلاب مشتق من الكًلَب وهو الضيق و الشدة.

### حملة بغا الكبير على نجد
هي حملة عسكرية قام بها القائد بغا الكبير بأمر من الخليفة العباسي الواثق بالله للقضاء على تمرد القبائل في نجد وبخاصة بنو النمير.[1]

### معركة أبو دخن
وقعت عام 1330هـ بين قبيلة عتيبة و مناصري الدولة السعودية  قٌتل فيها عفاس بن محيا من الحناتيش من عتيبة وأشار اليه أحد الشعراء فقال:
يا ابن جنيح وين شيخ الحناتـيش -  خلّي طريـح يم خشم ثهـلاني

## ثهلان في الأدب العربي

جبل ثهلان ببلدة الشعراء حيث يظلل البلدة القديمة قبيل الغروب

### في الأمثال
يُقال في الأمثال
- أثقل من ثهلان.[4]
- ويضرب به المثل في القفر واليبس فيقال: ثهلان الجوع ليبسه وقلة مافيه.[5]

### في الأشعار
وكان معروفًا مشهورًا في بلاد العرب حتى أن الكثير من الشعراء ذكروه في شعرهم
- قال أبو تمام:

حَمّالُ ما لَو حَلَّ أَصغَرُهُ عَلى -  ثَهلانَ لَاِنهَدَّت ذُرى ثَهلانِ

- وقال أبوالبقاء الرندي الأندلسي في قصيدة رثاء الأندلس :

دهى الجَزيرَة أَمرٌ لا عَزاءَ لَهُ - هَوَى لَهُ أُحُدٌ وَاِنهَدَّ ثَهلانُ
- وقال امرؤ القيس:

كَتَيسِ الظِباءِ الأَعفَرِ اِنضَرَجَت لَهُ -  عُقابٌ تَدَلَّت مِن شَماريخَ ثَهلانِ
- وقال البحتري:

تَسمو بَواذِخُ ما يَبنونَ مِن شَرَفٍ - كَما سَما الهَضبُ مِن ثَهلانَ أَو حَضَنِ
- وقال النابغة الذبياني:

إِنَّ القُفولَ إِلى حَيٍّ وَإِن بَعُدوا - أَمسَوا وَدونَهُمُ ثَهلانُ فَالنيرُ
- وقال عِقال بن خويلد العقيلي:

فما دون شعب الحي أن يتفرقوا-  بثهلان إلا أن ترد الأباعر 
- وقال ذو الرمة:

على كل أجأى أو كميت كأنه -  منيف الذرى من هضب ثهلان فارد 
- وقال بشر بن أبي خازم الأسدي:

وسل نميراً غداة النعف من شطب - إذا فضت الخيل من ثهلان إذ رهقوا
- قال الفرزدق :
- فادفع بكفك ان اردت بنائنا - ثهلان ذا الهضبات هل يتحلحل[11]